# Schwerin, Dahme-Spreewald
Schwerin là một đô thị thuộc huyện Dahme-Spreewald, bang Brandenburg, Đức. Đô thị Schwerin, Dahme-Spreewald có diện tích 6,69 km², dân số thời điểm 31 tháng 12 năm 2006 là 629 người.